# Ancylolomia obscurella
Ancylolomia obscurella là một loài bướm đêm trong họ Crambidae.